# 수고 (후한)
수고(眭固, ? ~ 199년)는 중국 후한 말의 무장으로, 자는 백토(白兎)이다.

## 흑산적 시절
원래는 흑산적(黑山賊)의 두목이며, 장연(張燕)의 무장이였으며 191년 흑산적의 동료 백요(白橈), 우독(于毒)과 함께 10만 군사를 이끌고 거병하여, 동군태수(東郡太守) 왕굉(王肱)을 격파하였다.
그러나 원군으로 파견되었던 조조(曹操)의 공격으로 패하여 하내태수(河內太守) 장양(張楊)에게 의탁해 부하 장수가 되었다.

## 무관 시절
199년 장양이 하비 전투에서 조조에게 포위당한 여포(呂布)를 구하기 위해 가던 중 부장 양추(楊醜)에게 살해당하자 양추를 죽이고 남은 장양의 무리를 모아 사견에 주둔하며 원소(袁紹)에게 구원을 요청하고자 북진했다.
그러나 도중 견성에서 조조의 부하 우금(于禁), 사환(史渙), 조인(曹仁), 서황(徐晃) 등이 이끄는 조조군의 공격을 받아 전사했다.

## 《삼국지연의》에서의 수고
흑산적 시절은 나타나지 않고, 장양 휘하에서의 행적은 비슷하다. 단, 직접 사건을 묘사하지는 않고, 조조가 장양 진영의 소식을 듣는 형식으로 나타내었다.